# Ester Alcon
Ester Alcon (* 26. Oktober 1970 in Sabadell) ist eine ehemalige spanische Beachvolleyballspielerin.

## Karriere
Alcon spielte 1998 in Espinho ihr erstes Open-Turnier. 2002 bildete sie ein Duo mit Catalina Maria Pol. Bei der Europameisterschaft in Basel unterlagen die Spanierinnen den bulgarischen Jantschulowa-Schwestern in der dritten Runde, bevor sie auf der Verliererseite gegen die Schweizerinnen Kuhn/Schwer ausschieden. 2003 wurden sie Neunte der Osaka Open, scheiterten aber in der Vorrunde der Weltmeisterschaft in Rio de Janeiro ohne Satzgewinn. Im nächsten Jahr mussten sie sich wieder nach der Vorrunde von der EM in Timmendorfer Strand verabschieden, obwohl sie im zweiten Spiel gegen die Gruppensieger Ahmann/Vollmer gewannen. Nach dem Open-Turnier in Rio de Janeiro trennten sich ihre Wege. Alcon trat mit Olena Zalubowskaja Ippolitowa bei der WM 2005 in Moskau an, schied aber nach zwei Niederlagen gegen japanische Teams früh aus.
2007 kehrte sie an der Seite von Olga Matwejewa zurück. Nach zwei 17. Plätzen bei Open-Turnieren nahmen Matveeva/Alcon an der WM in Gstaad teil. Dort setzten sie sich in der Gruppe vor zwei punktgleichen Mannschaften durch und scheiterten in der ersten Hauptrunde an den Brasilianerinnen Renata/Talita. Die EM in Valencia beendeten sie ebenfalls auf Platz 17. Ein Jahr später mussten sie sich beim EM-Turnier in Hamburg den deutschen Duos Banck/Günther und Brink-Abeler/Jurich geschlagen geben. Anschließend erreichten sie bei den Marseille Open als Neunte erstmals die Top Ten. 2009 qualifizierten sich die beiden Spanierinnen für die WM in Stavanger. Dort gelang ihnen in den drei Gruppenspielen jedoch kein Satzgewinn, so dass sie nach der Vorrunde ausschieden.